# Oktoberfest
(Frase di apertura dell'Oktoberfest, pronunciata ogni anno dal sindaco di Monaco dopo lo stappo della prima botte)

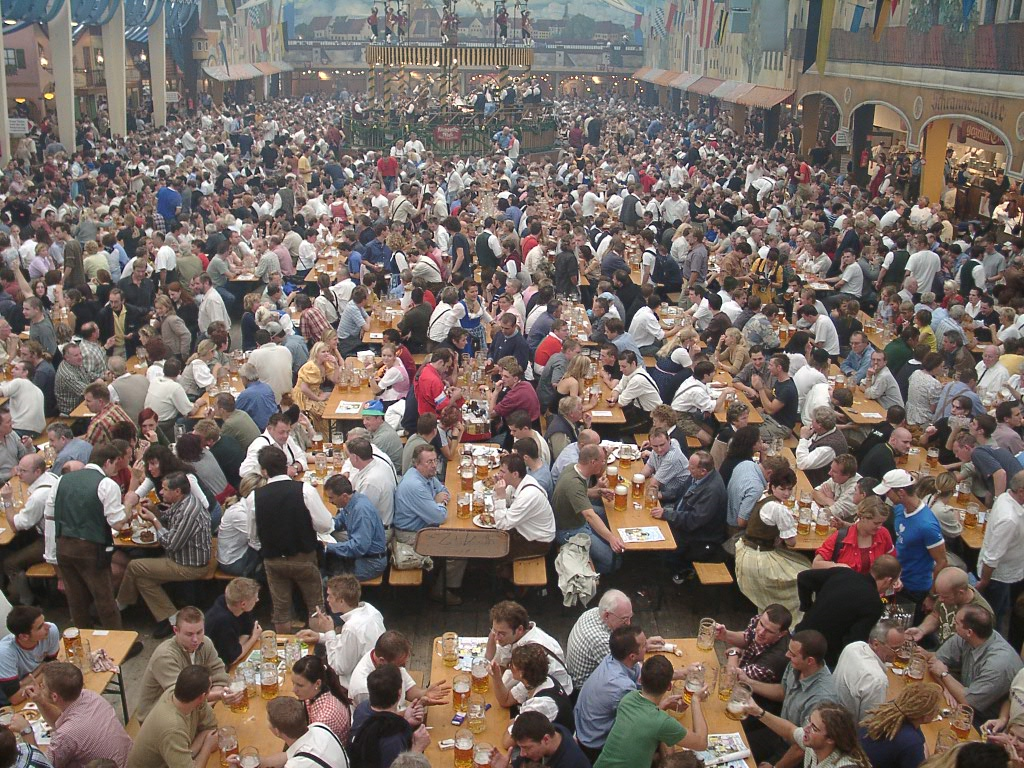
L'interno di un Bierzelt, in cui la birra viene servita nel Maßkrug da un litro.

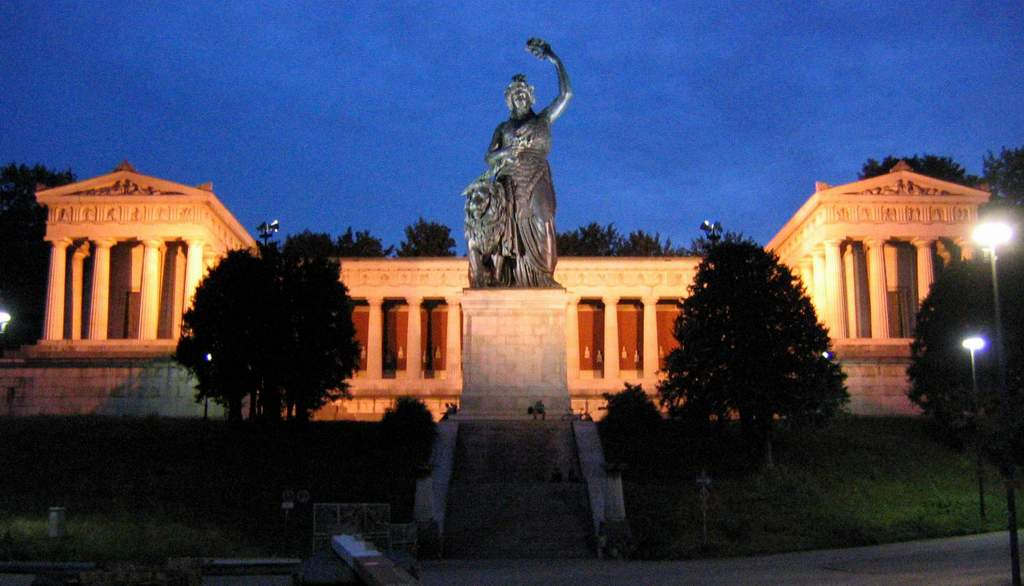
Statua di Bavaria (personificazione della Baviera) nella Theresienwiese.

L'Oktoberfest (letteralmente: "Festa d'ottobre", in bavarese d'Wiesn) è un festival popolare che si tiene a Monaco di Baviera, in Germania, dal penultimo fine settimana di settembre al primo di ottobre: è l'evento più famoso ospitato in città, nonché la più grande fiera del mondo, con mediamente 6 milioni di visitatori ogni anno (quasi 7 milioni nel 2011) con un consumo di 7,5 milioni di boccali di birra. Anche altre città del mondo ospitano feste simili o ispirate a questa sia nei contenuti che nel periodo di svolgimento, chiamate anch'esse Oktoberfest.

## Descrizione
L'evento si svolge nell'arco di 16 giorni in un'area chiamata Theresienwiese (prato di Teresa), o più brevemente d' Wiesn ("il prato", in dialetto bavarese), e si conclude la prima domenica di ottobre. Dal 1994 l'Oktoberfest può durare anche 17 o 18 giorni; questo succede quando la prima domenica di ottobre capita l'1 o il 2 del mese. In questo caso la festa si allunga per chiudersi il 3 ottobre, anniversario della Riunificazione tedesca.
Presso l'area di Theresienwiese, con 42 ettari (0,42 km2) di estensione, si prepara un grande luna park e si montano gli stand (Festzelte) dove viene servita birra dei sei produttori storici di Monaco di Baviera (Paulaner, Spaten, Hofbräu, Hacker-Pschorr, Augustiner e Löwenbräu), gli unici autorizzati a fornire la bevanda per l'occasione; ognuno dei 14 stand più grandi è in grado di ospitare dalle 5 000 alle 10 000 persone; in ogni stand vi è un palco centrale sul quale si esibiscono gruppi musicali nel tradizionale stile schlager. La festa inizia con la cerimonia di stappo della prima botte per mano del sindaco di Monaco, trasmessa in diretta televisiva in Eurovisione, e con la tradizionale processione.
Per l'occasione i sei birrifici riforniscono i Bierzelte (in tedesco: "tendoni della birra") della manifestazione con una particolare birra, una märzen, leggermente più scura e forte sia come gusto che come contenuto alcolico.  La lunga tradizione della produzione dell’«Oktoberfestbier» per il festival di Monaco, ne hanno fatto una specialità nota e popolarissima in Germania e a livello internazionale. La sua reputazione, che è quasi quella di un ambasciatore di Monaco, è inestricabilmente legata alla città e al suo stile di vita.
Uno dei primi riferimenti al fatto che all’Oktoberfest fosse consentito servire soltanto birra prodotta dai birrifici situati nella stessa zona geografica compare in un’ordinanza delle autorità comunali cittadine sull’Oktoberfest in vigore fino al 1850. Nella serie di saggi Miscellanea Bavarica Monacensia il numero 100, intitolato Das Münchner Oktoberfest [L’Oktoberfest di Monaco], segnala brevemente che a quattro osti dei dintorni di Monaco fu vietato servire all’Oktoberfest la loro birra, che proveniva dal comune di Tölz (distante circa 45 km da Monaco).
I Bierzelte ospitano da 3.000 a 10.000 persone e richiedono 2 mesi di tempo per essere allestiti. Tra i momenti più importanti, dal 1950 c'è certamente l'apertura alle 12.00, quando il sindaco di Monaco, dopo 12 colpi di mortaretti, è chiamato a spillare la prima birra nel padiglione Schottenhamel. Per farlo deve inserire, a forza di potenti colpi di martello, il rubinetto nella botte inaugurale. Una volta fatto pronuncia la frase O'zapft is! Auf eine friedliche Wiesn! (in dialetto bavarese e in tedesco, traducibile come "È stappata! Che sia una festa pacifica!"), così la festa ha ufficialmente inizio, inoltre riempie il primo boccale e lo porge al Presidente del Länd della Baviera.
I visitatori consumano anche grosse quantità di cibo, in gran parte composto da salsicce, Hendl (pollo allo spiedo) e Sauerkraut (crauti), oltre a prelibatezze tipiche della Baviera come lo stinco di maiale.

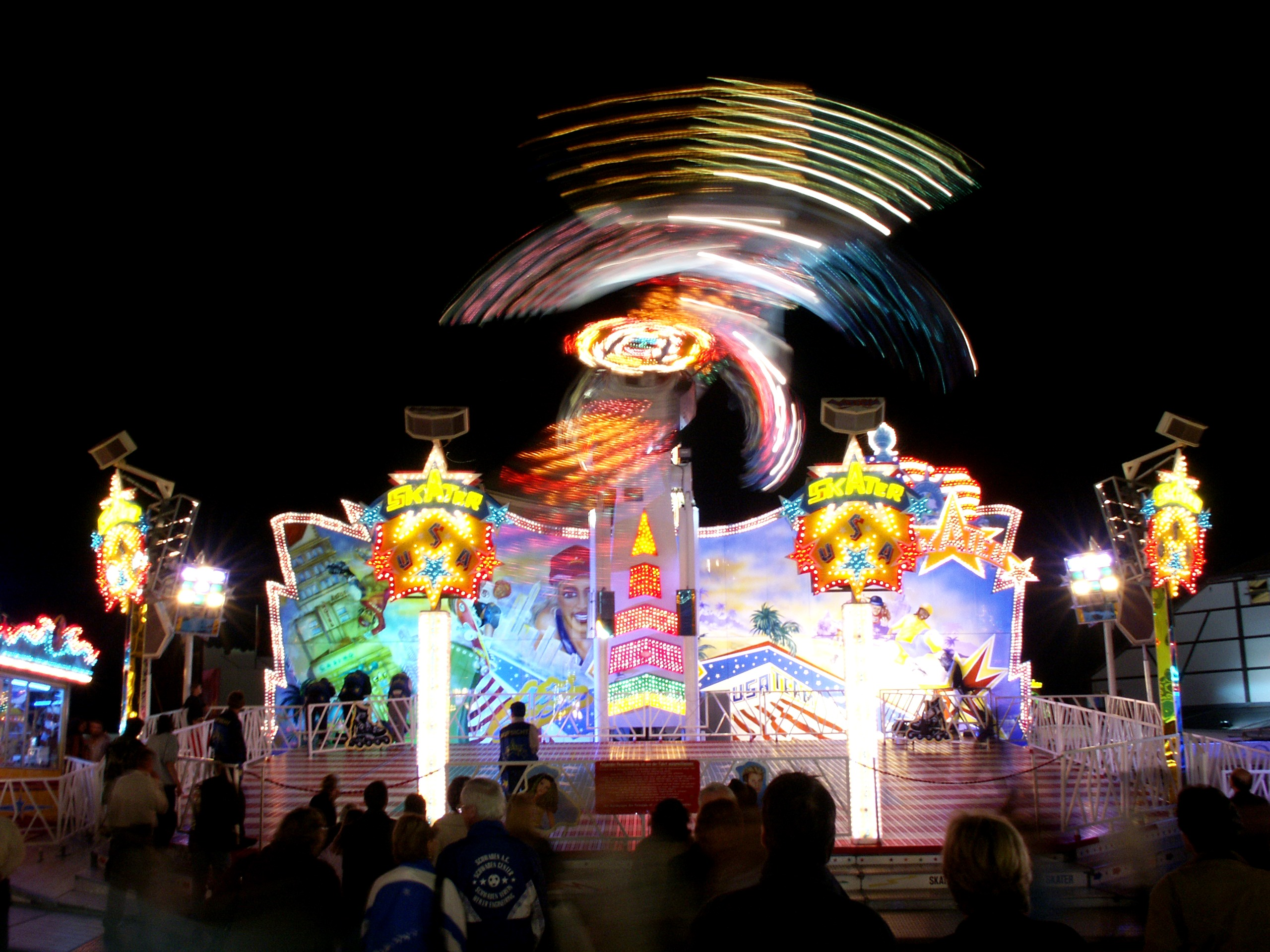
Un'attrazione del luna park dell'Oktoberfest.

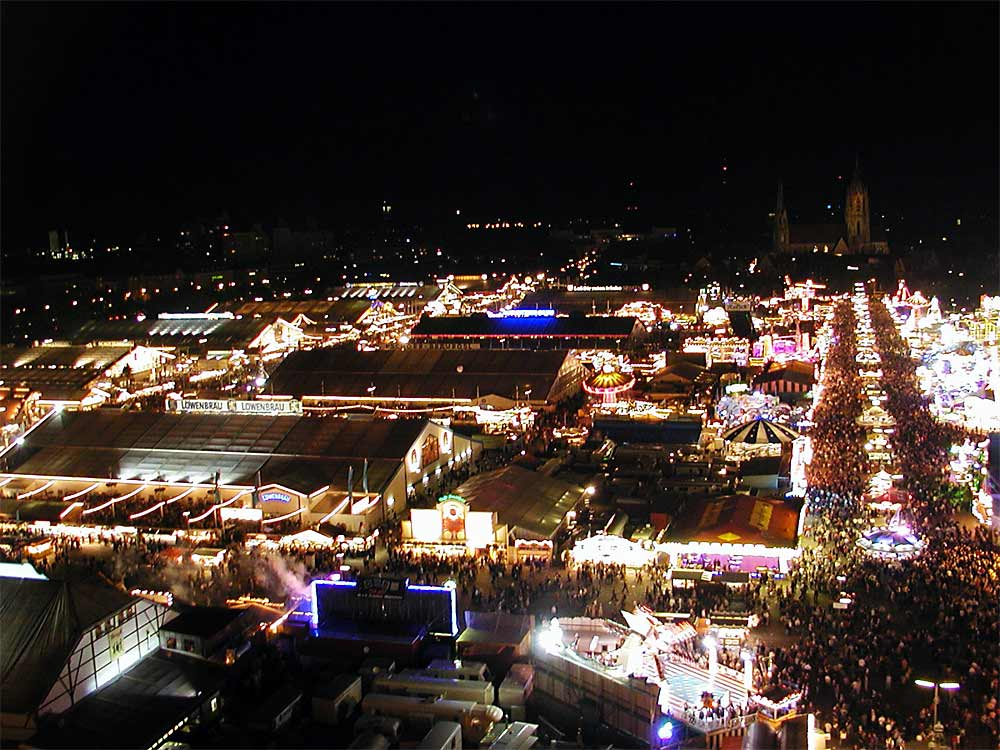
Oktoberfest di notte.

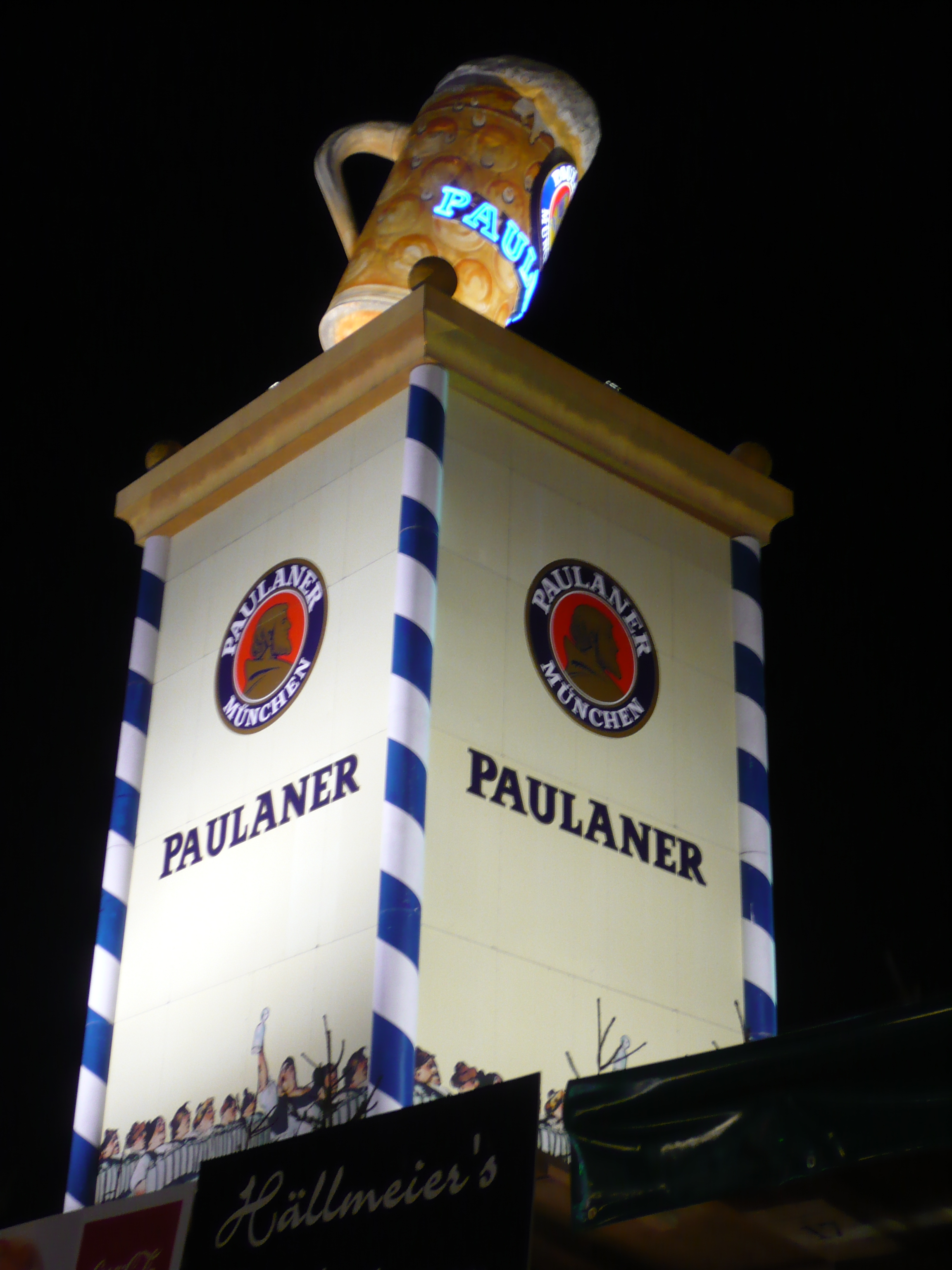
Stand della birra Paulaner.

## Storia

### Il primo Oktoberfest
Il re Massimiliano I Giuseppe di Baviera in occasione del matrimonio del figlio principe ereditario Ludwig e la principessa Therese il 12 ottobre 1810, offrì a Monaco numerose feste private e pubbliche. L'Oktoberfest prese vita durante l'ultima di tali feste, la corsa dei cavalli del 17 ottobre, ideata da Andrea Michele Dall'Armi, che venne poi replicata ogni anno, conoscendo una popolarità sempre maggiore.
Il luogo in cui si tiene la festa, al di fuori della città, fu cercato a motivo delle sue caratteristiche naturali. La Sendlinger Berg (monte di Sendling) (oggi Theresienhöhe: altura di Teresa) fu usata come tribuna per i 40 000 spettatori della corsa. Il vitto offerto ai visitatori prevedeva tra l'altro anche il vino e la birra.
Prima dell'inizio della corsa ebbe luogo un atto di ossequio agli sposi e alla casa reale, sotto forma di un trenino composto da 16 coppie di bambini, che indossavano costumi tradizionali dei Wittelsbach, dei nove distretti bavaresi e di altre regioni. Quindi si esibì un coro, prima di concludere con la corsa di 30 cavalli su una pista lunga 3270 metri.
Il primo cavallo che tagliò il traguardo ricevette la sua medaglia d'oro dal Ministro Maximilian conte di Montgelas.

### Evoluzione della festa popolare

#### XIX secolo
Nel 1813 la festa non ebbe luogo perché la Baviera era alle prese con le guerre napoleoniche. In seguito la Wiesn conobbe una crescita costante di anno in anno. Alla pista per le corse dei cavalli si aggiunsero alberi per arrampicarsi, piste da bowling ed altalene. Nel 1818 fu installata la prima giostra. Diverse lotterie avevano lo scopo di donare abiti agli abitanti poveri della città, e si vincevano oggetti di porcellana, argento e gioielli. Nel 1819 i consiglieri comunali di Monaco assunsero la direzione della festa. Da quel momento in poi, l'Oktoberfest doveva essere festeggiata regolarmente ogni anno.
A partire dal 1850, nell'area destinata alla festa è presente la "statua della Bavaria", alta all'incirca 20 metri. Nel 1853 fu completata la Ruhmeshalle (una sorta di pantheon) vicino alla statua. Negli anni che seguirono, alcune feste non ebbero luogo. I motivi in proposito furono due epidemie di colera negli anni 1854 e 1873, la guerra prussiano-austriaca del 1866 e la guerra franco-tedesca del 1870.
Verso la fine dl XIX secolo, l'Oktoberfest conobbe un'evoluzione che la portò poco per volta ad essere il tipo di festa popolare oggi nota in tutto il mondo. La durata della festa fu ampliata, anticipando l'inizio nelle ultime giornate di settembre, in genere accompagnate da tempo buono. Da allora, l'Oktoberfest include soltanto il primo fine settimana di ottobre. A partire dal 1880, l'amministrazione cittadina autorizzò la vendita di birra e nel 1881 fu inaugurata la prima rosticceria. La luce elettrica illuminò oltre 400 banchi di vendita e stand. Per offrire ai visitatori un maggior numero di posti a sedere e uno spazio adeguato alle bande musicali, le birrerie eressero, al posto dei banchi di vendita della birra, grandi padiglioni. Nel frattempo, la festa attirò sempre più espositori e proprietari di baracconi e giostre, fornendo ulteriore divertimento.

#### XX secolo
Nel 1904, le Poste e Telegrafi installarono dei telefoni pubblici (presumibilmente fu la prima volta). "In occasione dell'Oktoberfest di quest'anno a Monaco, per il periodo tra il 19 settembre e il 12 ottobre, nell'area destinata all'evento viene allestito un ufficio postale, oltre ad un servizio di telegrafo e telefono e cabine telefoniche pubbliche. [...] L'ufficio sarà aperto dalle 8 del mattino alle 8 della sera".
Nel 1910, la Wiesn festeggiò il suo centesimo compleanno e furono serviti 12.000 ettolitri di birra. Nel Bräuros, l'allora più grande padiglione, erano presenti 12.000 ospiti. Oggi, il padiglione di Hofbräu è il più grande presente all'Oktoberfest, con i suoi 10.000 posti. Dal 1914 al 1918, la Wiesn non ebbe luogo a causa della prima guerra mondiale. Nel 1919/1920, si festeggiò soltanto una piccola "Festa d'Autunno"; nel 1923 non ci fu alcuna edizione dell'Oktoberfest a causa dell'eccessiva inflazione. Nel novembre 1923, fu introdotto il Rentenmark e anche nel 1924 l'Oktoberfest fu annullata.
Durante il periodo del nazionalsocialismo, la propaganda nazista sfruttò l'Oktoberfest. Nel 1933, il prezzo per 1 litro di birra fu fissato a 90 Pfennig. Agli ebrei fu vietato lavorare alla Wiesn. Nel 1935 fu festeggiato pomposamente il giubileo del 125º anno, tra l'altro con un "corteo del giubileo" (il motto "città orgogliosa - terra felice" simboleggiava il superamento dei ceti e delle classi sociali; esso dimostrava la potenza consolidata del regime nazista). La direzione artistica per il "corteo del giubileo" fu conferita al pittore nazista Albert Reich. Nel 1938 - nel mese di marzo, Hitler aveva annesso l'Austria e, alla conferenza di Monaco, aveva vinto su tutta la linea riguardo alla questione dei Sudeti - l'Oktoberfest fu rinominata "Grande Festa Popolare Tedesca". Il regime nazista trasportò un gran numero di tedeschi sudeti alla festa.
Durante la seconda guerra mondiale, dal 1939 al 1945 non ebbe luogo nessuna festa. Nel periodo post-bellico, dal 1946 al 1948, si tenne una "festa autunnale". Dalle sue origini l'Oktoberfest non è stata celebrata 24 volte. Nel settembre del 1949 ebbe luogo la prima Oktoberfest dopo la guerra. Nel 1950 fu inaugurata la Wiesn di Thomas Wimmer (sindaco dal 1948 al 1960), introducendo per la prima volta la spillatura tradizionale nel padiglione Schottenhamel. Nel corso del decennio successivo, l'Oktoberfest si trasformò nella maggiore festa popolare del mondo. La corsa dei cavalli non fu più organizzata a partire dagli anni dopo la guerra, con l'eccezione del 150° giubileo del 1960 e del 200° giubileo del 2010. Il 26 settembre 1980, all'ingresso principale dell'area esplose una bomba. Morirono 13 persone e ne furono ferite 200 (di cui 68 gravi).

#### XXI secolo

##### Oktoberfest moderno

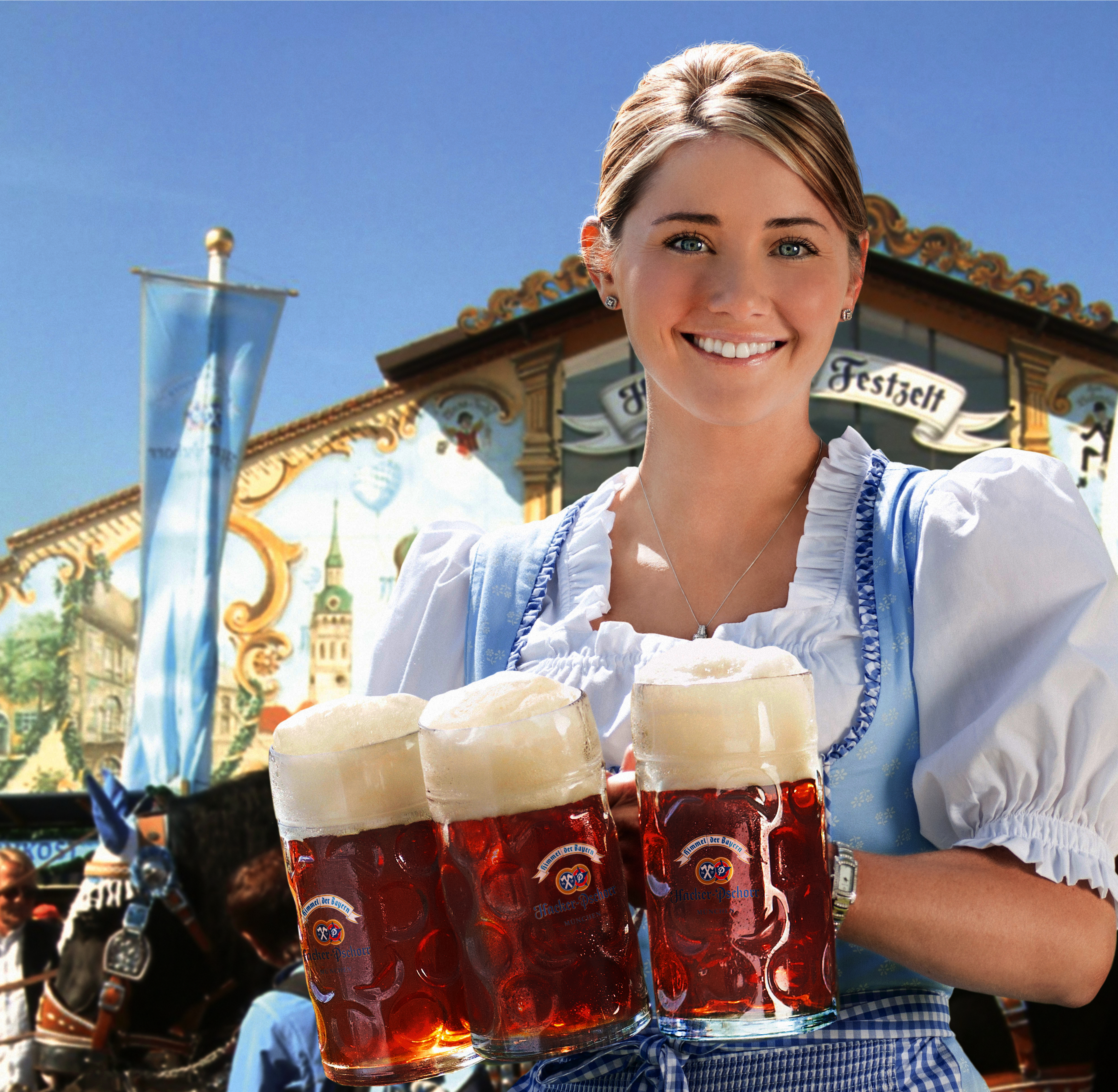
Una cameriera dell'Oktoberfest di fronte al tendone

L'Oktoberfest attira annualmente oltre 6 milioni di visitatori e sono sempre più numerosi quelli provenienti dall'estero, soprattutto dall'Italia, dagli Stati Uniti, dal Giappone e dall'Australia. Dal XXI secolo aumenta il numero di visitatori che indossa i Lederhosen (pantaloni corti in pelle) oppure con l'abbigliamento Dirndl (abito tirolese).
L'eccessivo consumo di alcool da parte di alcuni ha suscitato polemiche. Per evitare che l'atmosfera del Wiesn assomigli sempre di più all'atmosfera del Ballermann (Mallorca), nel 2005, gli organizzatori hanno coniato il termine Ruhigen Wiesn (Oktoberfest tranquillo). I gestori dei padiglioni sono tenuti ad eseguire solamente la musica tradizionale di ottoni e il volume dev'essere limitato a 85 dB(A). Lo scopo è salvaguardare l'attrattività dell'Oktoberfest nei confronti delle famiglie e dei visitatori più anziani. Dopo le 18 vengono proposte anche le hit musicali del momento e la musica pop.
Parte degli abitanti di Monaco e degli ospiti, ma anche della stampa, hanno definito la festa una fastidiosa baldoria che non ha niente a che fare con una festa popolare.
L'edizione 2016 è stata seguita da misure di sicurezza superiori a quelle delle precedenti a causa della minaccia potenziale di attentati terroristici.
Le edizioni 2020 e 2021 sono state annullate a causa della pandemia di COVID-19.

##### Oide Wiesn

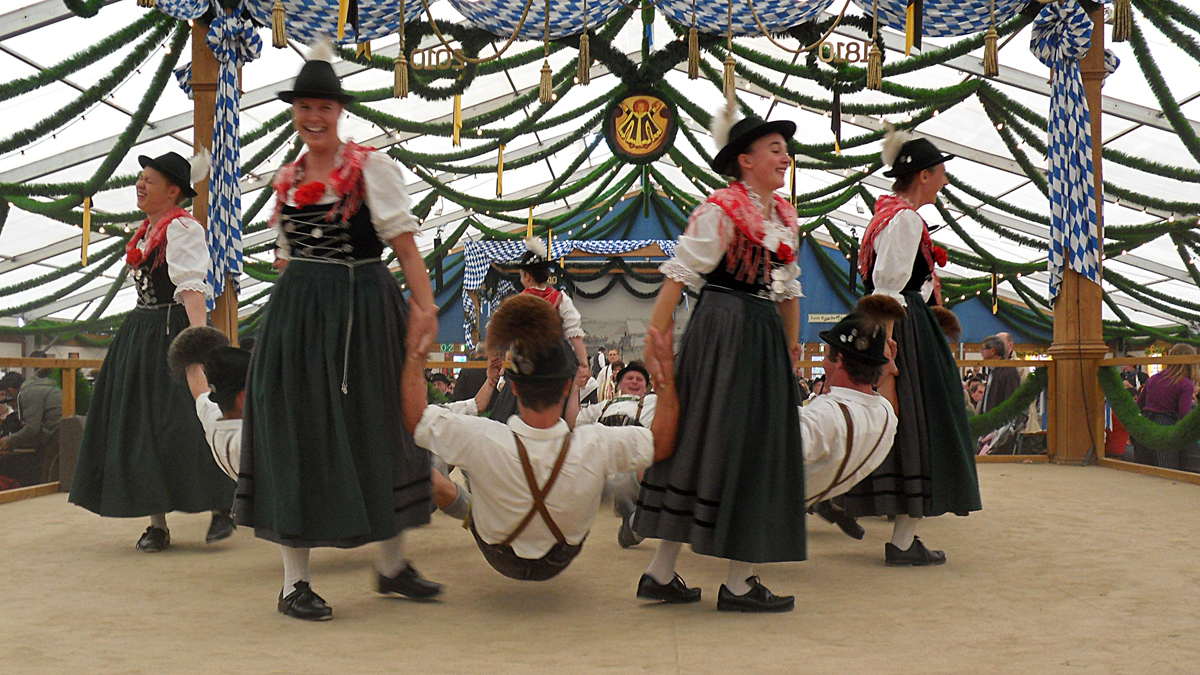
Balli tradizionali alla Oide Wiesn

In occasione del giubileo dei 200 anni, si tenne per la prima volta un'Oktoberfest storica (Oide Wiesn) all'estremità meridionale del Theresienwiese (area della festa), sulla superficie della zentrales Landwirtschaftsfest (fiera agricola). L'Oide Wiesn fu inaugurata un giorno prima dell'inizio della vera e propria Oktoberfest dal sindaco. Sul terreno di cinque ettari cintato furono presentate diverse attrazioni storiche e tradizionali come ad esempio le giostre a catene, rosticceria a base di pesce e la vendita di zucchero filato. Pagando un biglietto d'ingresso, si potevano visitare il padiglione degli animali e il museo, ma anche la pista delle corse dei cavalli. Il padiglione degli animali includeva, tra l'altro, uno zoo di animali domestici, curato dal Tierpark Hellabrunn e dalla Bayerischer Bauernverband. Il museo cittadino di Monaco si fece carico dell'organizzazione del padiglione destinato a museo. L'Oktoberfest del giubileo fu accompagnata a margine da un programma culturale e artistico. Le bande musicali che si esibivano nel padiglione Herzkasperl - relativamente piccolo con i suoi 850 posti a sedere - non usarono strumenti di amplificazione elettrica. I sei birrifici di Monaco (Augustiner, Hacker-Pschorr, Hofbräu, Löwenbräu, Paulaner e Spaten) distribuirono una birra speciale scura prodotta in comune solo per l'occasione, che si rifaceva ad una ricetta storica dell'inizio del XIX secolo. I boccali per la birra, presenti nei padiglioni, erano contrassegnati con la scritta "birra di Monaco" e non con il logo delle aziende. L'Oide Wiesn chiudeva già alle ore 20. Invece dei 300.000 ospiti attesi dall'amministrazione cittadina, arrivò oltre mezzo milione di visitatori. L'area dovette essere chiusa diverse volte temporaneamente a causa del sovraffollamento.
Negli anni seguenti l'Oktoberfest tradizionale, secondo il piano del sindaco di Monaco Dieter Reiter, proseguì in forma ridotta. Si rinunciò ad esempio alla corsa dei cavalli e il biglietto d'ingresso venne ridotto sino ad essere abolito. Il padiglione storico è stato ampliato di 2 000 posti. L'Oide Wiesn diventerà in futuro un allestimento permanente. Nel padiglione dei musicanti, il numero dei posti a sedere è salito da 1 000 a 1 500, a cui se ne aggiungono altri 1 000 (in passato 800) all'esterno. Anche il velodromo è stato ingrandito.

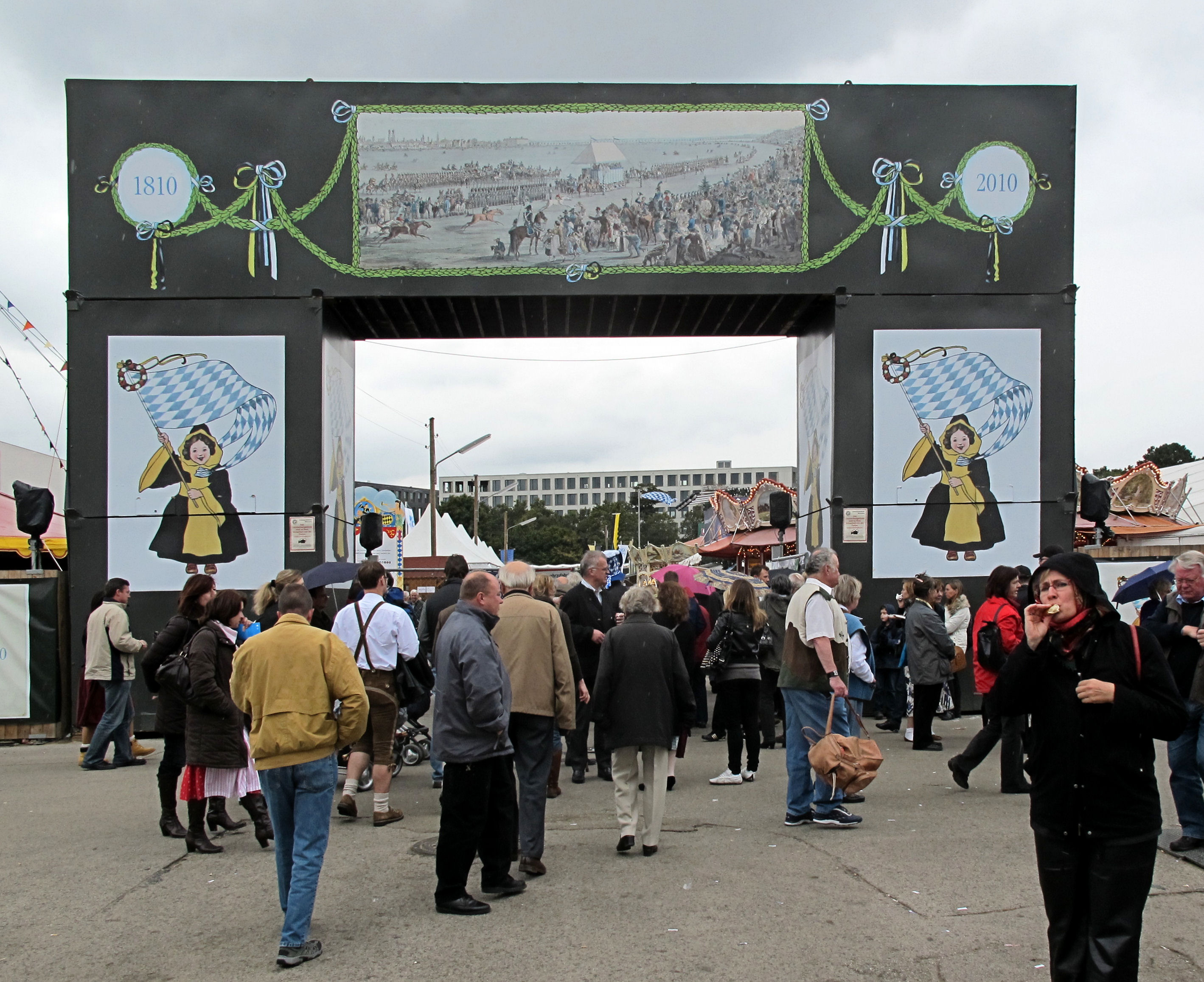
Ingresso della Oide Wiesn
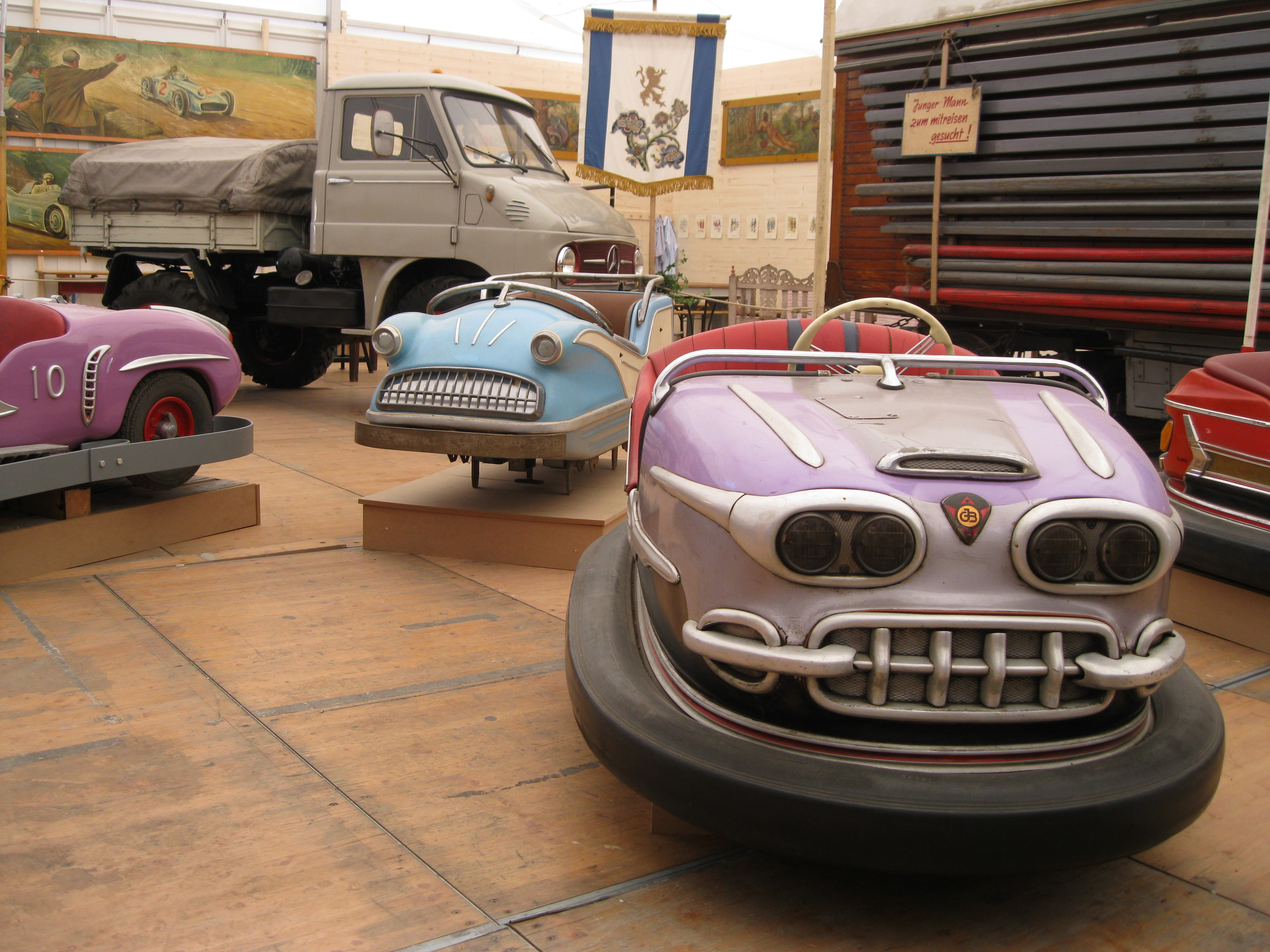
Oide Wiesn
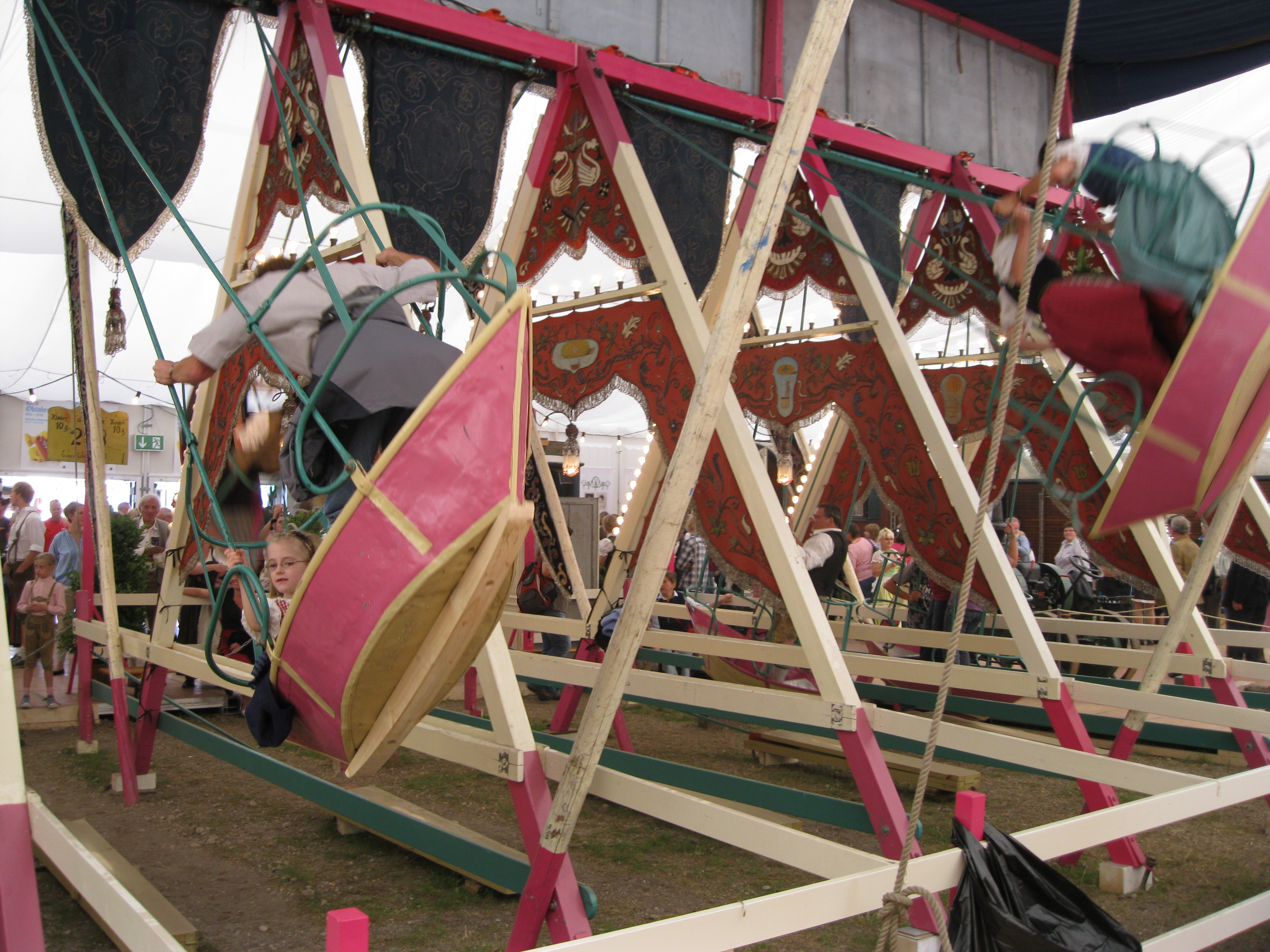
Oide Wiesn
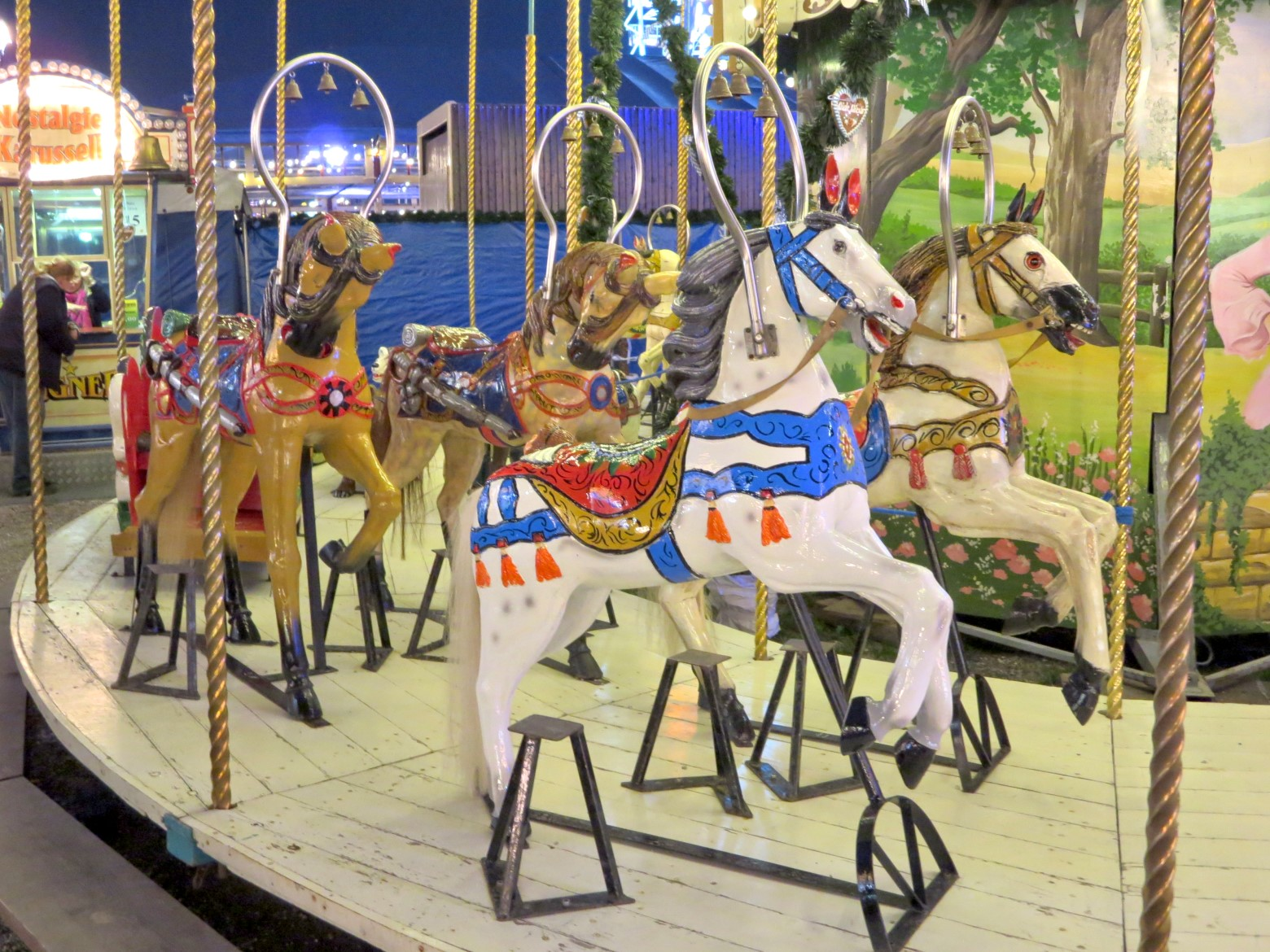
Oide Wiesn
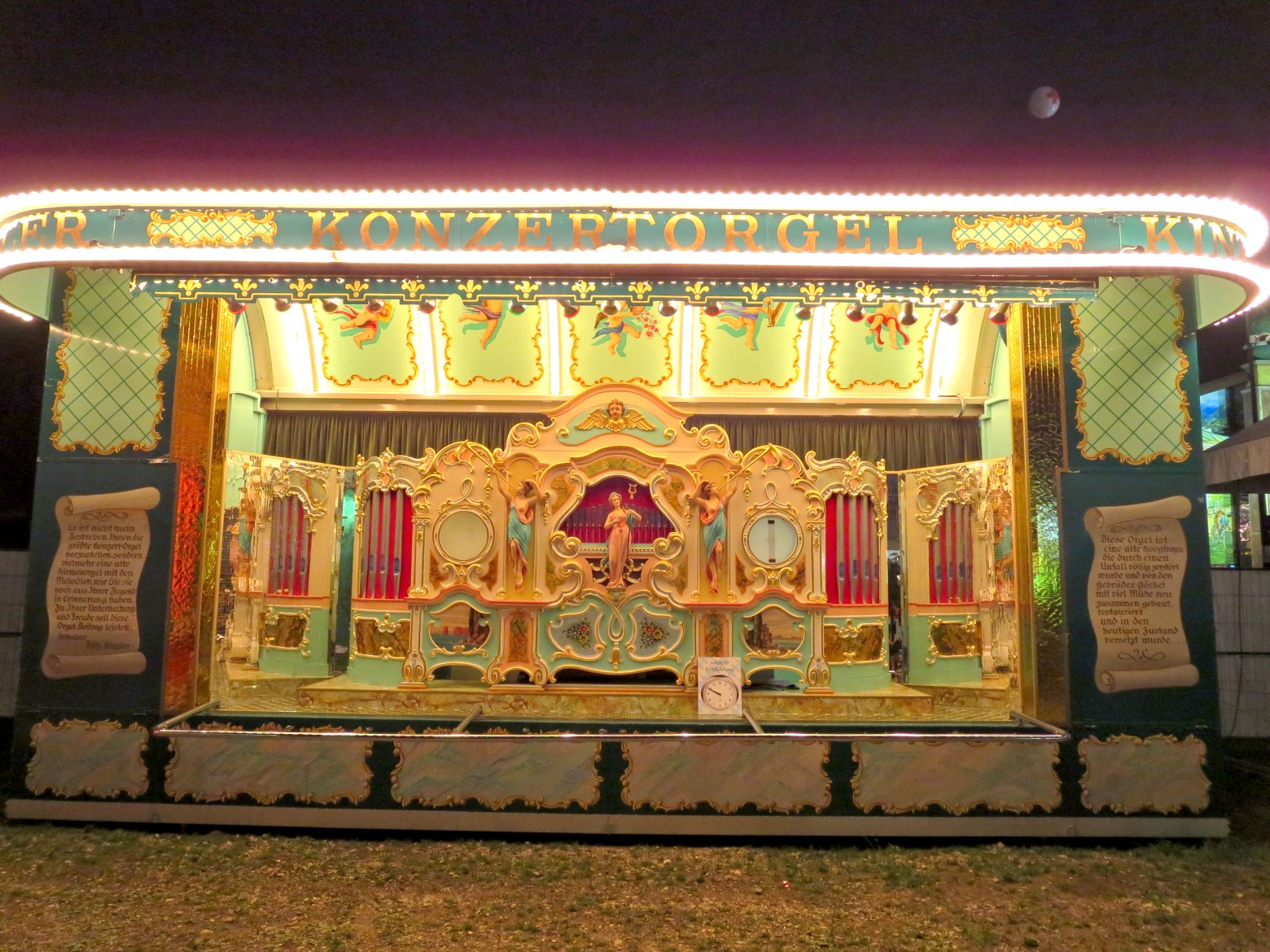
Oide Wiesn
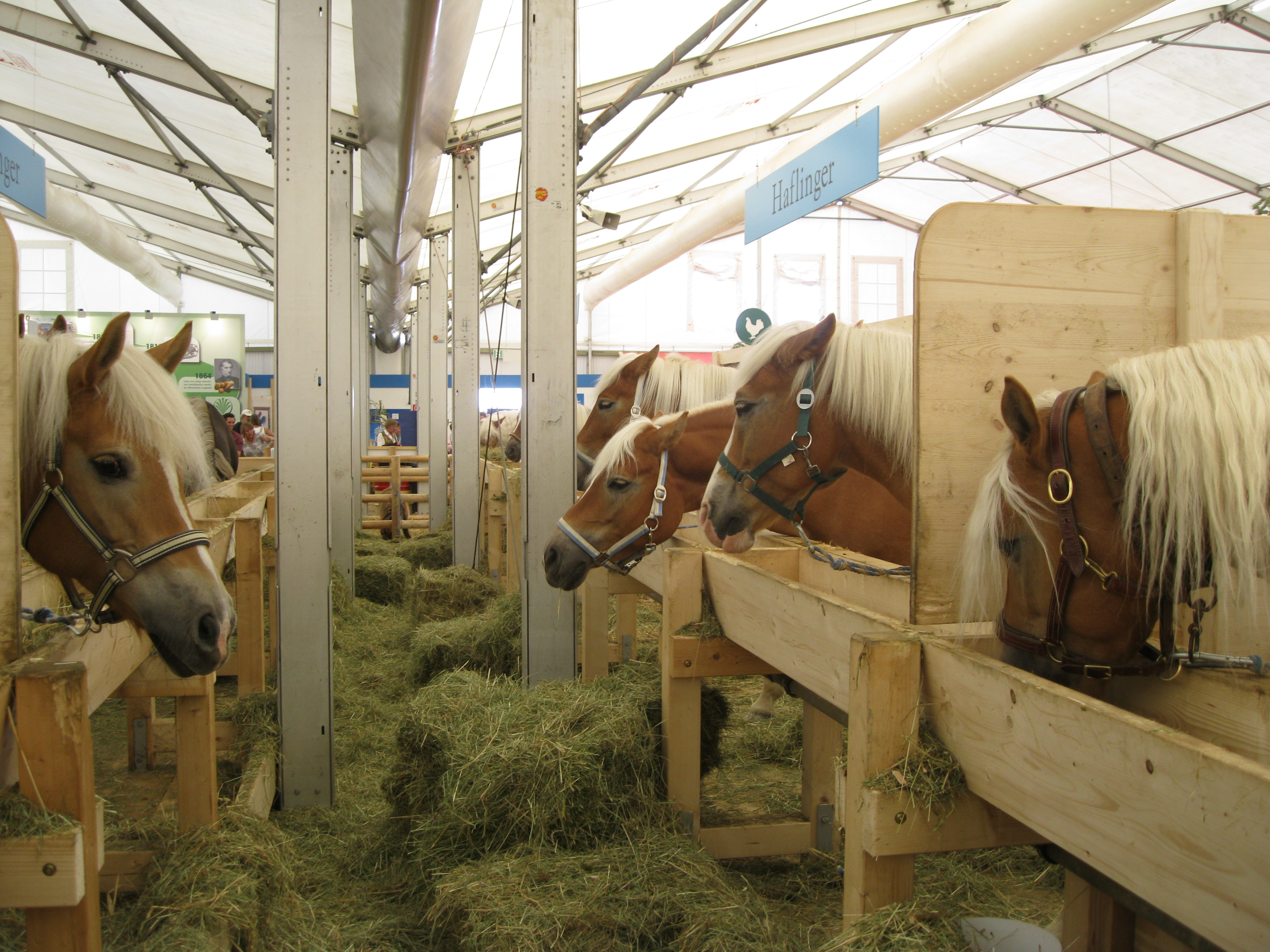
Oide Wiesn

##### Frühlingsfest
A partire dal 1965 viene organizzata, nella stessa area, per la durata di 14 giorni, una versione primaverile: sono montate due grandi tende e servite birre Augustiner e Paulaner. Vi è il Luna Park con la ruota panoramica, la corsa swing, il Monaco Rutschn.

## Attrazioni
All'Oktoberfest presenziano ogni anno all'incirca 200 gestori di attrazioni. Molte famiglie di questi gestori sono presenti alla Wiesn sin dall'inizio del XX secolo.

### Ruota panoramica

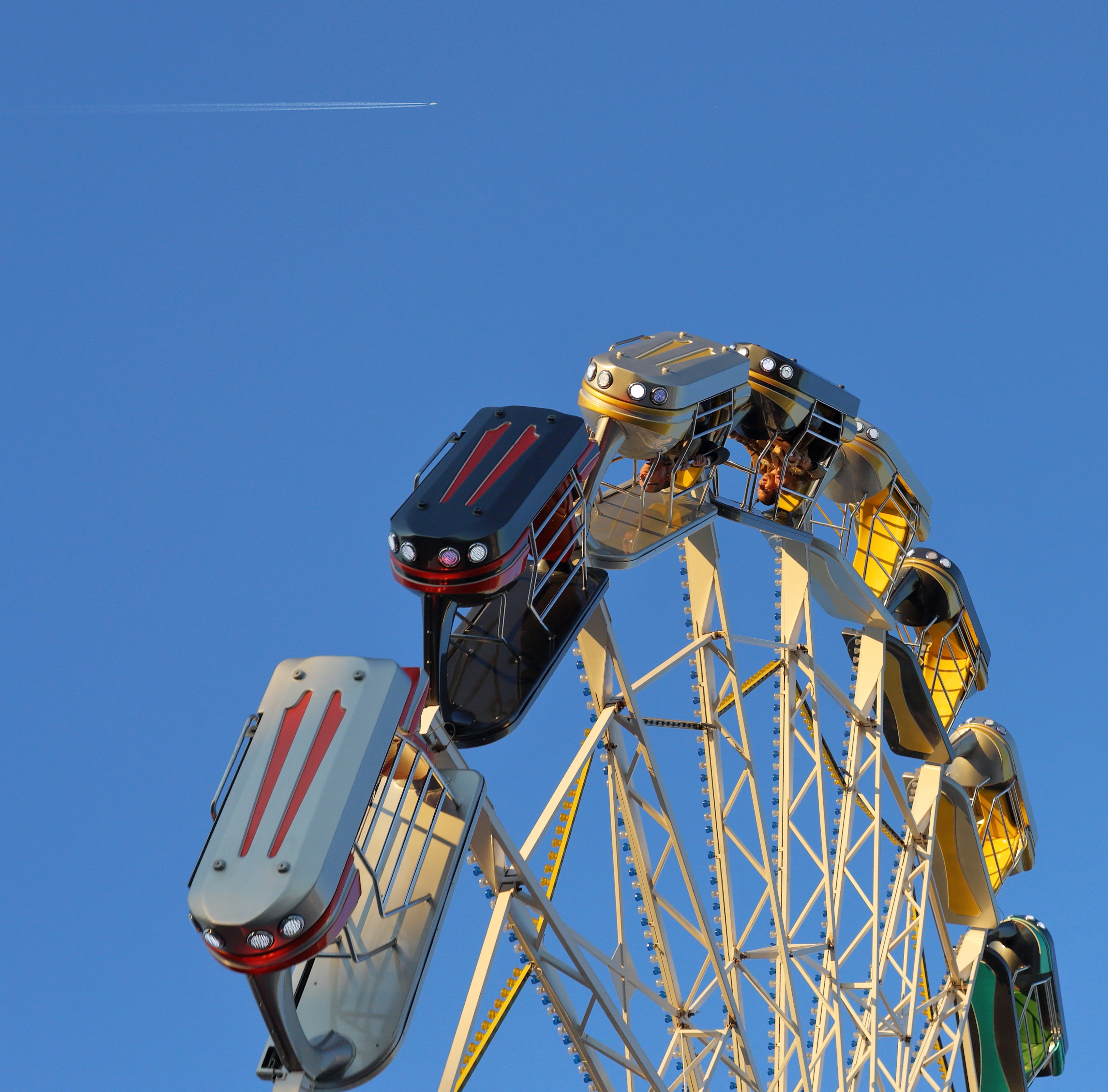
LEnterprise, un'attrazione all'Oktoberfest di Monaco di Baviera.

La ruota panoramica fu installata per la prima volta nel 1880 ed aveva un'altezza di 12 metri. Dal 1979, ha raggiunto un'altezza di 48 metri ed è annoverata tra le attrazioni più note; è in grado di offrire agli ospiti una visione panoramica sull'area della festa. Il gestore di questa struttura è regolarmente presente sin dagli anni '30 al Wiesn e dal 1960 per la prima volta la ruota panoramica è in acciaio.

### Krinoline
La krinoline è una giostra tradizionale, presente all'Oktoberfest dagli anni '20. La forma tonda ed il movimento oscillante ricordano una crinolina. Fino al 1938, la giostra veniva spinta a mano. In quell'anno venne montato un piccolo balcone sulla parete esterna della giostra in cui si esibivano diversi musicisti.

### Altalena delle streghe
L'altalena delle streghe o delle illusioni è un'attrazione storica, presentata per la prima volta in America da Harris Wheels alla fine del XIX secolo e fece la sua prima comparsa all'Oktoberfest nel 1984. Due sedili opposti in grado di contenere otto persone ciascuno sono montati su una grande altalena, in grado di dare l'impressione agli ospiti di ribaltarsi durante il suo movimento. Con il tempo, questa attrazione ha cessato di spostarsi da una festa popolare ad un'altra e si è stabilizzata all'Oktoberfest.

### Taboga
Il taboga è uno scivolo realizzato per la prima volta nel 1906. L'attuale taboga è presente all'Oktoberfest dal 1933. Il termine taboga deriva dalla lingua degli indiani Algonchini canadesi e significa slitta da neve leggera. Un nastro trasportatore porta gli ospiti a circa otto metri di altezza. Dalla punta della torre si scivola ad alta velocità in un canale di legno che circonda la torre. Il divertimento maggiore per coloro che assistono è dato dai tentativi di coloro che utilizzano la giostra di accedere al nastro trasportatore, il quale, trascinando rapidamente via i piedi, sbilancia le persone.

### Ruota del diavolo
La ruota del diavolo fu installata per la prima volta all'Oktoberfest nel 1910. Si tratta di un disco di legno rotante, in orizzontale, avente un diametro di cinque metri. I visitatori sono invitati ad accedere sul disco in piedi o a terra e cercare di resistere il più a lungo possibile su di esso mentre aumenta la velocità di rotazione. I collaboratori del gestore dell'attrazione cercano di trascinare giù i partecipanti usando sacchi pieni di paglia o un lazo. Come il taboga, anche questa attrazione risulta molto divertente per gli spettatori che assistono. Nell'arco della giornata vengono anche organizzati incontri di boxe tra spettatori volontari.

### Schichtl
Lo schichtl prende il nome dal suo fondatore Michael August Schichtl (1851 - 1911) ed è presente in modo permanente all'Oktoberfest dal 1869. Vengono eseguiti giochi di prestigio e curiosità nell'ambito di brevi spettacoli. Lo schichtl divenne famoso grazie alla "decapitazione di una persona viva mediante una ghigliottina" ed il numero viene ancora oggi eseguito invitando uno degli spettatori ad offrirsi come "vittima". Sinora sono stati "decapitati" oltre 9 000 spettatori. Caratteristici sono gli insulti umoristici provenienti dal pubblico presente. L'invito a partecipare alla successiva divertente rappresentazione è fatto da un annunciatore che indossa il costume tradizionale chiamato Lederhose (pantaloni corti in pelle), una giacca da ufficiale e una pelle di leopardo.

### Pitts todeswand
Il pitts todeswand è costituito da un grande cilindro in legno alto otto metri e avente un diametro di dodici metri. All'interno si esibiscono dei motociclisti, tenuti sulla parete soltanto dalla forza centrifuga. Durante i loro giri arrivano sino al bordo superiore dove si trovano gli spettatori. Nella loro esibizione eseguono anche numeri acrobatici. L'attrazione è presente sin dal 1932.

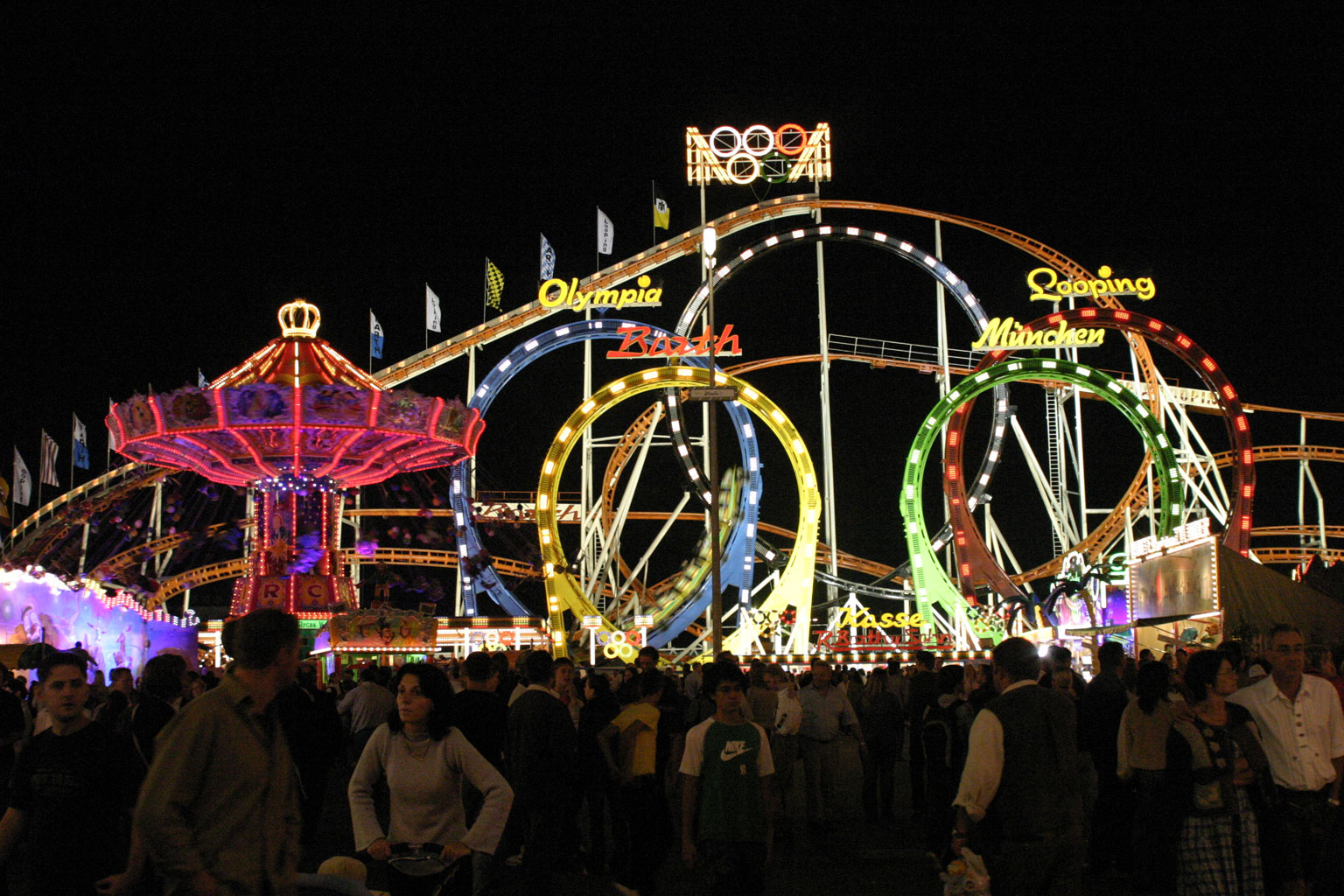
LOlympia Looping

### Olympia Looping
Tra le attrazioni moderne è da ricordare in particolare l'Olympia Looping, uno tra i più grandi ottovolanti mobili del mondo, dotato di cinque looping.

## Oktoberfest in altre città
Dato il successo dell'originale, molte altre città in tutto il mondo organizzano manifestazioni simili che sono state battezzate con lo stesso nome. Anche se universalmente l'Oktoberfest di Monaco è conosciuta come una "festa della birra", sarebbe senz'altro riduttivo pensarla soltanto come tale: essa riesce infatti ad attrarre ogni anno anche migliaia di bambini e famiglie nelle altre installazioni fieristiche. In tal senso la manifestazione bavarese rappresenta un test per nuove attrazioni immesse sul mercato: in passato molti prototipi sono stati installati per la prima volta alla Wiesn. Oltre a Monaco anche a Stoccarda si tiene una festa simile, chiamata Cannstatter Volksfest.
La più grande Oktoberfest al di fuori della Germania è la Kitchener–Waterloo, presso Kitchener, in Canada, nel periodo del giorno del ringraziamento canadese; le città gemellate hanno una forte componente della popolazione di origine tedesca. Un altro grosso evento si svolge a Cincinnati, nell'Ohio, con oltre 500 000 visitatori nell'edizione 2002 dell'Oktoberfest Zinzinnati. Una grossa Oktoberfest si svolge nella città brasiliana di Blumenau, come in altre città del Brasile fondate da tedeschi. In Argentina, il piccolo paese di Villa General Belgrano, nella provincia di Córdoba ha una Oktoberfest molto nota, che è la più grande della nazione. Hong Kong celebra un'Oktoberfest dal 1992.